# Океанник чилоєський
Океанник чилоєський (Oceanites pincoyae) — вид морських птахів родини качуркових (Hydrobatidae). Відкритий у 2009 році, досліджений у 2011 році та науково описаний у 2013 році.

## Назва
Вид названо на честь Пінкої — жіночого морського духа в чилотській міфології.

## Поширення
Відомий лише з вод поблизу острова острова Чилое. У лютому 2011 року під час морських розвідок на морі спостерігали понад 1000 особин, а загальна чисельність населення оцінюється приблизно в 3 000 птахів.

## Спосіб життя
Живе та харчується у відкритому морі. Живиться ракоподібними, кальмарами та дрібною рибою.